# ネオ・ケインジアン経済学
ネオ・ケインジアン経済学（ネオ・ケインジアンけいざいがく）は、ジョン・メイナード・ケインズの著作から戦後にかけて発展したマクロ経済学の学派。経済学者のグループ（特にジョン・ヒックス、フランコ・モディリアーニ、ポール・サミュエルソン）は、ケインズの著作を解釈して形式化し、新古典派経済学のモデルと統合しようとした。その理論は新古典派総合として知られるようになり、ネオ・ケインジアン経済学のコアアイデアを形成する経済モデルを作成した。これらのアイデアは、戦後の主流派経済学を支配し、1950年代、1960年代、1970年代にマクロ経済学思想の主流を形成した。
スタグフレーションの到来とミルトン・フリードマンのようなマネタリストの研究がネオ・ケインジアン理論に疑問を投げかけたため、1970年代にネオ・ケインジアン理論は揺らいだ。その結果、1970年代の経済事象を説明できるツールをケインズ流の分析に取り入れるための一連の新しいアイデアが生まれた。ケインズ思想の次の大きな波は、ケインズのマクロ経済学の推論にミクロ的基礎付けを与える試みから始まった。これらのニュー・ケインジアンの研究が、現在マクロ経済理論の主流を形成している「新しい新古典派総合」を生み出した  。
新しいケインズ派の出現に続いて、ネオ・ケインジアンは「オールド・ケインジアン」と呼ばれることもあった。

## 起源
ジョン・メイナード・ケインズは、1900年から1940年の間に存在した多数の経済思想を統合するためのフレームワークを提供し、その統合には、一般にケインズ経済学として知られているように、彼の名前が付けられている。ケインズ派の第一世代は、アイデアを実行可能なパラダイムに統合し、それらを古典派経済学のアイデアやアルフレッド・マーシャルの著作と組み合わせることに焦点を当てていた。
これらのネオ・ケインジアンは一般に、失業の均衡モデルを生み出すための賃金の粘着性の源として労働契約を見ていた。彼らの努力（新古典派総合として知られている）は、 IS-LMモデルの開発とケインズのアイデアの他の形式化をもたらした。この知的プログラムは、1960年代に最終的にマネタリストと他のバージョンのケインズマクロ経済学を生み出した。

## 新古典派総合

IS-LMモデルは、経済に対する需要ショックの影響を分析するために使用されます

ケインズの後、ケインズ分析は新古典派経済学と組み合わされて、一般に「新古典派総合」と呼ばれるものを生み出した。これは、1950年代から1970年代にかけて主流のマクロ経済学思想を支配した。完全雇用への強い自動傾向はないと広く考えられていたが、政府の政策がそれを確実にするために使用された場合、経済は古典派または新古典派理論が予測したように振る舞うと多くの人が信じていた。
第二次世界大戦後、ケインズの政策思想は広く受け入れられた。政府は初めて、高品質の経済統計を定期的に作成し、マクロ経済にどのように影響を与えるかについての質問に答えることができる理論を持った。

### IS-LMモデル（投資節約-流動性選好マネーサプライ）
ケインズ経済学において、政策立案者が経済活動を理解し制御しようとするために使用できる明確なモデルを作成したのは、ジョン・ヒックスだった。このモデルであるIS-LMモデルは、実際の政策および経済教育を決定する上でのケインズの本来の分析と同等の影響力を持った。
これは3つの総需要と雇用に関係する外因性の数量、量、つまり貨幣循環において、政府の予算と事業の期待の状態を、このモデルは一般均衡理論の点から理解できるため、第二次世界大戦後の経済学者に非常に人気があった。これにより、上記よりもはるかに静的なマクロ経済学のビジョンが促進された。

### フィリップス曲線の成功と崩壊

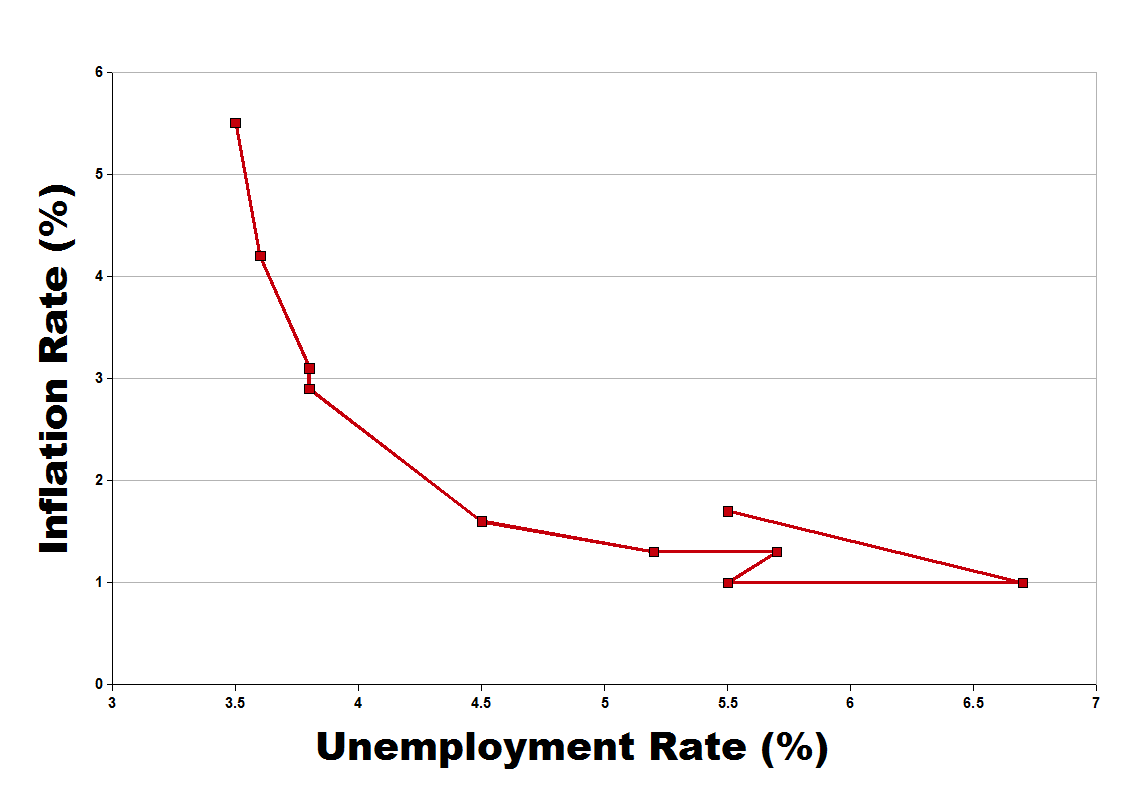
1960年代の米国のフィリップス曲線

ケインズは一般理論で雇用の増加は価格の増加であり、インフレ率の増加については触れられてなかったにもかかわらず 、ケインジアンの政策立案者の理論的装置の2番目の主要部分は、フィリップス曲線だった。この曲線は、理論よりも経験的な観察であり、失業よりも雇用の増加がインフレの増加を意味することを示していた。したがって、経済学者はIS-LMモデルを使用して、たとえば、マネーサプライの増加が生産量と雇用を増加させることを予測し、次にフィリップス曲線を使用してインフレの増加を予測することができる。
ケインズ主義の影響力の強さは、1940年代後半にミルトン・フリードマンとともに始まった経済学者の波によって見ることができる。彼らは、経済のマクロ測定とマクロモデルを拒否する代わりに、経済全体を需要と供給の均衡があるものとして扱う技術を採用したが、ケインズ派とは異なり、「クラウディングアウト」効果はプラスの効果となる財政政策を妨げたり奪ったりすると主張した。代わりに、初期のケインズ派によってほとんど無視されていた金融政策に焦点を当てるべきとした。マネタリスト批判は、ケインズ派を金融政策のよりバランスの取れた見方に向かわせ、ケインズ派理論の改訂の波を引き起こした。
1950年代を通じて、中程度の政府需要が産業の発展と財政および金融の反循環政策の使用を主導し続け、1960年代の「ゴーゴー」でピークに達し、多くのケインズ派にとって繁栄は永続的であるように見えた。しかし、 1973年のオイルショックと1970年代の経済問題により、現代のリベラル経済学は支持を失い始めた。この間、多くの経済が「スタグフレーション」（失業率が高く上昇し、インフレ率が高く上昇していることと相まって、フィリップス曲線の予測と矛盾している）を経験した。
スタグフレーションは、拡大（景気後退防止）と縮小（インフレ防止）の両方の政策を同時に適用しなければならないことを意味し、それは明らかに不可能だった。このジレンマは、マネタリスト、サプライサイド経済学、新しい古典派経済学など、より古典的な分析に基づくアイデアの台頭につながった。これは「政策の束縛」と経済に関するケインズのコンセンサスの崩壊を生み出し、新しい古典派マクロ経済学と新しいケインズ主義の発展につながった。次の数十年で、これらの2つの学派は、今日の主流派経済学の基礎を形成する新しい新古典派総合を作り上げる際に統合された。